# Mary Morrissy
Mary Morrissy (Dublin, 25. siječnja 1957.) irska je novelistica i spisateljica kratkih priča. Piše o umjetnosti, fikciji i povijesti. Morrissy je izabrana za članicu Aosdána, Irske akademije umjetnika i pisaca.

## Životopis
Morrissy je rođena u Dublinu. Završila je sveučilišta Rathmines i Technological University Dublin, predavala je kreativno pisanje u Irskoj i Sjedinjenim Američkim Državama, posebice na University College u Dublinu, Trinity College u Dublinu, University of Iowa i University College Cork. Morrissy se školovala za novinarku i radila je kao izvjestiteljica, pisac priloga i zamjenica urednika u trima irskim nacionalnim dnevnim novinama. Ona je također kritičarka koja je recenzirala oblast fikcije za The Irish Times, The Sunday Business Post i The Dublin Review of Books.
Nakon objavljivanja prve Morrissyjine zbirke kratkih priča A Lazy Eye (1993.) Candice Rodd napisala je za The Independent : "Morrissy nije brza psihoanalitičarka; više hladna, ali darovita patologinja pod čijim se mikroskopom pokazuju sićušni komadići neuglednog ljudskog tkiva združenog s životom mikroba, te tajanstvenom, mutantnom energijom." New York Times je ovu zbirku opisao kao "elegantno napisanu i sumorno pronicljivu zbirku priča".
Morrissy je bila stipendistica New York Public Library 2005/2006. gdje je istraživala život Belle, sestre Seana O'Caseyja, što je kasnije objavljeno kao The Rising of Bella Casey (2013.). Alfred Hickling recenzirao je roman za The Guardian: "Morrissy rekonstruira Bellinu priču s oštrim okom za neskladne detalje. Uspravni klavir ostavljen na ulici za vrijeme Uskrsa otvara portal u bogatija vremena, dok njezina otpornost na siromaštvo i utjecaj bespomoćnih i nasilnih muškaraca postavlja predložak za junakinje drama njezina mlađeg brata: 'Likovi već rođeni i spremni, lutaju svojim smrdljivim sobama u potrazi za piscem'.”
Od 2008. do 2009. Morrissy je bila stalna spisateljica na Sveučilištu George Washington. Godine 2015. imenovana je predavačicom kreativnog pisanja na Sveučilištu u Corku.
Godine 2016. Morrissy je objavila "eksplodirani roman", povezanu zbirku kratkih priča. Recenzirajući knjigu u The Guardianu, Claire Kilroy je napisala: "Prosperity Drive je knjiga o seksu i smrti. Protagonisti – ta 'prozivka oštećenih i izgubljenih' – susreću se i s jednim i s drugim, ali se ne mogu nositi ni s jednim. Suosjećanje, neposrednost, humor i delikatnost s kojima Morrissy opisuje njihove nevolje rezultiraju trenucima dubine.”
Morrissy sada radi kao podučavateljica pisanja, nudeći drugim piscima individualne usluge kreativnog mentorstva i uređivanja.

## Nagrade
- 1984. – književna nagrada Hennessy[12]
- 1995. – nagrada Zaklade Lannan[13]
- 2015. – izabrana za članicu Aosdána[14]

## Djela

### Romani
- Mother of Pearl, Jonathan Cape/Vintage/Scribner, 1996. ISBN 0-09-958251-1
- Pretender, Jonathan Cape/Berba, 2000. ISBN 0-09-928367-0[15]
- Uspon Belle Casey, Brandon, 2013. ISBN 978-1847175762[16]

### Kratke priče
- A Lazy Eye, Jonathan Cape/Vintage/Scribner, 1993. ISBN 0-09-970141-3
- Prosperity Drive, Jonathan Cape, 2016. ISBN 978-0224102193[17]

### Prilozi
- New Irish Short Stories, prir. Joseph O'Connor, Faber & Faber, 2011. ISBN 0-571-25527-2
- Imagination in the Classroom: Teaching and Learning Creative Writing in Ireland, ed. Anne Fogarty, Four Courts, 2013. ISBN 978-1846824135
- Dubliners 100, ur. Thomas Morris, Tramp, 2014. ISBN 978-0992817015
- Surge, New Writing from Ireland, O'Brien, 2014. ISBN 978-1847176936
- All Over Ireland, ur. Deirdre Madden, Faber & Faber, 2015. ISBN 978-0571311033
- Vibrant House: Irish Writing and Domestic Space, ed. Lucy McDiarmid, Four Courts, 2017. ISBN 978-1846826481
- The Danger and the Glory: Irish Authors on the Art of Writing, ur. Hedwig Schwall, Arlen House, 2019. ISBN 978-1851322060
- The Music of What Happens, ur. Tanya Ferrelly, New Island Books, 2020. ISBN 978-1848407763
- The Art of the Glimpse, ur. Sinéad Gleeson, Head of Zeus, 2020. ISBN 978-1788548809